# Sidi
El término sīdī ('mi señor' en árabe andalusí) proveniente del árabe clásico sayyid. El término del castellano antiguo «mio Çid» proviene de esa expresión (la última -ī es el pronombre posesivo del árabe).
- Datos: Q471961